# Горы Тенцинга
Го́ры Те́нцинга (Tenzing Montes) — ледяная горная гряда высотой до 3,4 километра на карликовой планете Плутон. Обрамляет с юго-запада равнину Спутника. Горы впервые были обнаружены космическим аппаратом Новые горизонты 14 июля 2015 года. Горы названы в честь непальского альпиниста Тенцинга Норгея, который 29 мая 1953 года вместе с сэром Эдмундом Хиллари впервые взошёл на высочайшую вершину на Земле — гору Эверест. В 2017 году Международный астрономический союз официально утвердил название.

## Относительные размеры
| Горы                  | Высота в км |
| --------------------- | ----------- |
| Эверест (от подножия) | 4,6         |
| Фудзи                 | 3,8         |
| Горы Норгея           | 3,4         |
| Цугшпитце             | 3           |

Высота гор Тенцинга достигает 3,4 километра от подножия, приблизительно в два раза выше чем у гор Хиллари. Для сравнения, Эверест поднимается на высоту в 4,6 км от подножия (хотя возвышается на высоту в 8,8 км от уровня моря). Гора Фудзи примерно соответствует в размерах, с высотой в 3,8 км от уровня моря.

## Галерея
- Плутон — детали рельефа
(29 июля 2015)

- Плутон — горы Хиллари и горы Тенцинга
(14 июля 2015)
- Горы Хиллари и горы Тенцинга
(14 июля 2015)
- Горы Хиллари и горы Тенцинга
(14 июля 2015)[12]

### Видео
Облет Плутона (14 июля, 2015)